# Тартанова стрічка

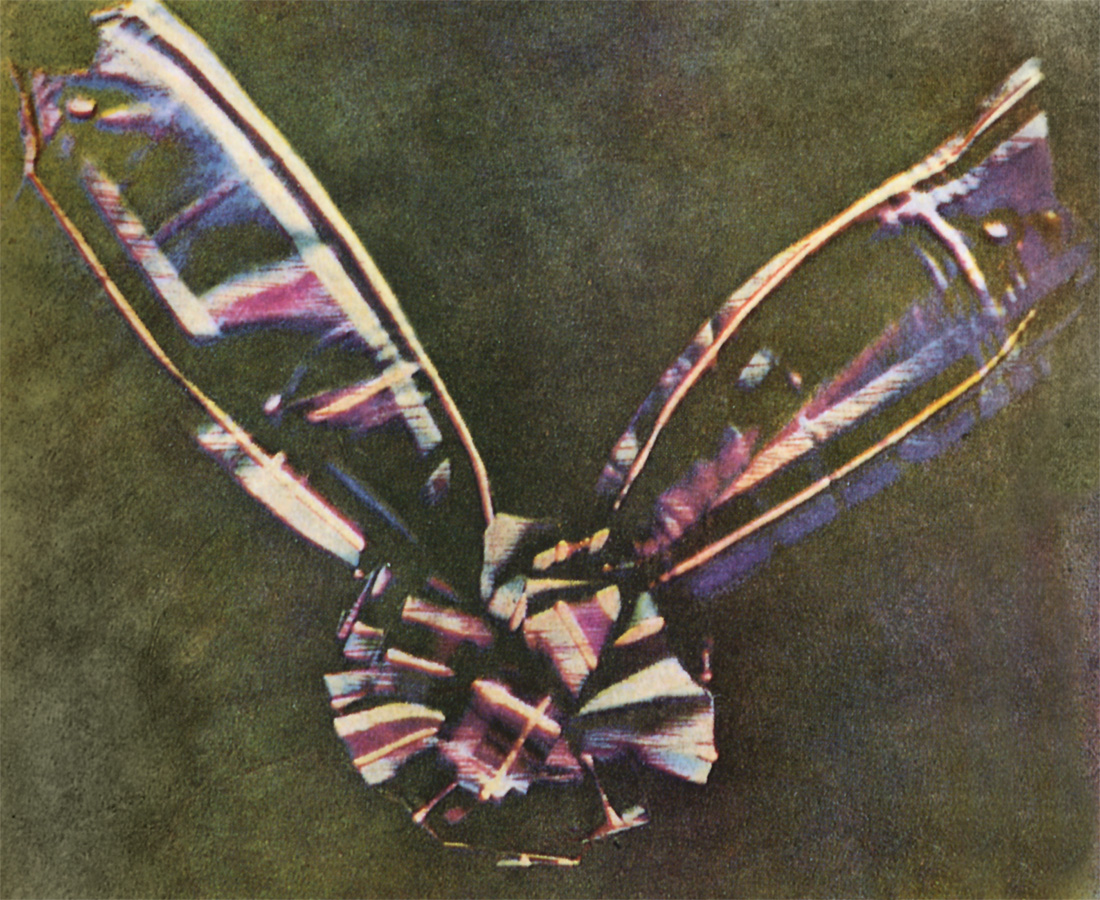
Джеймс Клерк Максвелл, Томас Саттон. Стрічка з шотландки, 1861. Перше в історії достовірне кольорове фотографічне зображення

«Тартанова стрічка» («Стрічка з шотландки»; англ. The Tartan Ribbon) — перше в історії достовірне кольорове фотографічне зображення, отримане Джеймсом Клерком Максвеллом за допомогою методу потрійної експозиції і продемонстроване ним у ході лекції на тему особливостей колірного зору в лондонському Королівському інституті Великої Британії 17 травня 1861 року.

## Історія
У червні 1860 року на з'їзді Британської асоціації в Оксфорді Максвелл зробив доповідь про свої результати в галузі теорії кольорів, підкріпивши їх експериментальними демонстраціями з допомогою колірної скриньки. Пізніше в тому ж році Лондонське королівське товариство нагородило його медаллю Румфорда за дослідження зі змішування кольорів і оптики. 17 травня 1861 року на лекції в Королівському інституті на тему «теорії трьох основних кольорів» Максвелл представив ще один доказ правильності своєї теорії — першу в світі кольорову фотографію, ідея якої виникла у нього ще в 1855 році. На прохання Максвелла винахідник однооб'єктивної дзеркальної камери  Томас Саттон  сфотографував зав'язану вузлом стрічку з шотландської тканини з традиційним картатим (тартановим) орнаментом послідовно через зелений, червоний і синій фільтри — розчини солей різних металів. Висвітлюючи потім негативи (нині зберігаються у будинку-музеї Максвелла в Единбурзі) через ті ж фільтри, вдалося отримати повноколірну проєкцію знімка.
Як показали через майже сто років співробітники фірми Eastman Kodak, які відтворили умови досліду Максвелла, тодішні фотоматеріали не дозволяли продемонструвати кольорову фотографію і, зокрема, отримати червоне та зелене зображення. За випадковим збігом, отримане Максвеллом зображення утворилося в результаті змішування інших кольорів — хвиль синього діапазону і ближнього ультрафіолету. Тим не менш, у досліді Максвелла закладено правильний принцип отримання кольорової фотографії, використаний через багато років, коли було відкрито світлочутливі барвники.
У строгому сенсі слова, демонстрація Максвелла, заснована на адитивному методі колірного синтезу і являла собою три ретельно зведені діапроєкції, не була окремим фотографічним знімком. Перші перевірені кольорові фотозображення, закріплені на матеріальному носії, отримали французькі винахідники Луї Артюр Дюко дю Орон і Шарль Кро в кінці 1860-х років.